# کهن‌محله پایین
کهن‌محله پایین، روستایی از توابع بخش روداب شهرستان نرماشیر و در استان کرمان ایران است.

## جمعیت
این روستا در دهستان روداب شرقی قرار دارد و براساس سرشماری مرکز آمار ایران در سال ۱۳۸۵، جمعیت آن ۲۳۴ نفر (۴۷خانوار) بوده‌است.